# Protea scabra
Protea scabra är en tvåhjärtbladig växtart som beskrevs av Robert Brown. Protea scabra ingår i släktet Protea och familjen Proteaceae. Inga underarter finns listade i Catalogue of Life.